# 窄颖赖草
窄颖赖草（学名：Leymus angustus）为禾本科赖草属下的一个种。

## 扩展阅读
維基物種上的相關：窄颖赖草